# NGC 3721
NGC 3721 este o galaxie lenticulară situată în constelația Cupa. A fost descoperită în 1886 de către Francis Leavenworth. Se află la o distanță de 80,38 de megaparseci de Pământ.